# Ždírec u Plzně
Ždírec u Plzně – stacja kolejowa w miejscowości Ždírec, w kraju pilzneńskim, w Czechach. Znajduje się na linii 190 Pilzno - Czeskie Budziejowice, na wysokości 420 m n.p.m..  

## Linie kolejowe
- 190: Pilzno – Czeskie Budziejowice